# Scheckenfalter
Die Scheckenfalter (Melitaeini) sind eine Tribus aus der Unterfamilie der Nymphalinae innerhalb der Familie der Edelfalter (Nymphalidae). Die Tribus wurde von dem englischen Entomologen Edward Newman im Jahr 1870 eingeführt. Die Tribus wird von manchen Autoren als eigenständige Unterfamilie Melitaeinae betrachtet. Sie umfasst etwa 250 Arten in Nordasien, Europa, Nord-, Mittel- und Südamerika.

## Merkmale
Scheckenfalter sind kleine bis mittelgroße Tagfalter mit einer Vorderflügellänge von 1,5 bis 3 Zentimeter. Die europäischen und nordamerikanischen Arten sind meist in der Grundfarbe der Flügel orange, rot oder braun mit einer dunklen Zeichnung der Flügeloberseite. Abweichend gefärbt sind eine Reihe tropischer, südamerikanischer Arten, diese ahmen in der Gestalt giftige Tagfalter, etwa der Gattung Heliconia, nach (Mimikry). Oft findet sich eine dunkle Flecken, oder Würfelzeichnung auf orangerotem Grund, die Anlass für den Trivialnamen Scheckenfalter (englisch checkerspot) gewesen ist. Für die Bestimmung der europäischen Arten wesentlich ist insbesondere die weiße Flecken- und Bindenzeichnung der Flügelunterseiten. Die Gattungen Melitaea und Euphydryas sind hier an einer dunklen bogenförmigen Wellenlinie, die die weiße Submarginalbinde der Hinterflügelunterseite außen begrenzt, unterscheidbar. Insbesondere die paläarktischen Arten, etwa der Gattung Melitaea, sind in der Flügelfärbung zum Teil untereinander außerordentlich ähnlich, so dass manchmal für eine sichere Bestimmung Genitaluntersuchungen notwendig werden.
Die Raupen der Scheckenfalter zeichnen sich, wie alle Raupen der Unterfamilie Nymphalinae, durch verzweigte Dornen oder Hörner auf der Oberseite (Dorsalseite) des Körpers einschließlich des Hinterleibs aus, während solche Dornen bei ihnen am Kopf ganz fehlen. Im Gegensatz zu den Nymphalini sind (untersucht an den nordamerikanischen Arten) die Dornen meist schwächer sklerotisiert, im Umriss konisch, mit zahlreichen spitzen Dornborsten, aber ohne eine abgesetzte Dornborste an der Spitze des Horns. An der Basis des ersten Abdominalbeinpaars sitzen zudem zwei verzweigte Dörnchen.

## Phylogenie und Systematik
Die Melitaeini gehören zu den früh unterschiedenen Taxa innerhalb der Familie Nymphalidae. Ihre Monophylie wurde mit den modernen Methoden der Kladistik sowohl nach morphologischen wie nach genetischen Merkmalen bestätigt. Mögliche morphologische Autapomorphien sind zum Beispiel zwei Merkmale der weiblichen Genitalorgane. Für die moderne Systematik war eine Reihe von Arbeiten des britischen Lepidopterologen Lionel George Higgins grundlegend. Allerdings wurde viele der von Higgins stark gesplitteten Gattungen später wieder synonymisiert, weil die resultierenden Gattungen sich nach den molekularen Analysen nicht als monophyletische Einheiten erwiesen hatten. Dies betrifft auch die lange Zeit unterschiedene Gattung Mellicta Billberg, 1820 die (erneut) mit Melitaea synonymisiert wurde (Mellicta wäre zwar selbst monophyletisch, ihre Anerkennung würde aber die restliche Gattung Melitaea paraphyletisch machen).
Higgins hatte die Gruppe zuletzt (1981) von einer Tribus zu einer Unterfamilie hochgestuft, darin sind ihm die meisten späteren Systematiker nicht gefolgt. Dementsprechend behandeln sie die von Higgins als Triben behandelten Gruppen als Untertriben.
Die genetischen Untersuchungen ergaben übereinstimmend eine Position der Gattung Euphydryas als Schwestergruppe aller anderen Gattungen zusammengenommen. Diese wird daher allein in eine Untertribus Euphydryina gestellt. Nach der Methode der  molekularen Uhr wird eine Abspaltung von der gemeinsamen Stammgruppe vor gut 42 Millionen Jahren erschlossen.

## Biologie und Ökologie
Die Raupen der Scheckenfalter sind Pflanzenfresser auf Arten der Unterklasse der Asternähnlichen (Asteridae), insbesondere Arten der Familien Acanthaceae, Asteraceae (Compositae), Scrophulariaceae und Plantaginaceae, wenige Arten auf insgesamt 12 anderen Familien. Es wird angenommen, dass die Nutzung der Plantaginaceae ursprünglich ist und verschiedene Gruppen unabhängig voneinander auf andere Familien übergegangen sind. Die Familien enthalten sekundäre Pflanzenstoffe (Iridoide), die auf viele Räuber giftig wirken, die Raupen, teilweise auch noch die Imagines reichern diese zum Schutz in ihrem eigenen Gewebe an. Zusätzlich werden weitere sogenannte Secoiridoide von den Faltern de novo synthetisiert, also nicht nur passiv mit der Nahrung aufgenommen. Sowohl bei nordamerikanischen wie bei europäischen Scheckenfaltern wurde experimentell nachgewiesen, dass sie von Vögeln als Nahrung wenig geschätzt oder zurückgewiesen werden. Unerwarteterweise erwies sich aber die Färbung der europäischen Arten gegenüber der Kohlmeise nicht als Warnfärbung, die Vögel lernten nur aus Erfahrung, die Falter zu meiden. Die oft dunkel gefärbten Raupen leben vielfach gemeinsam (sozial) in gemeinsam angelegten Gespinsten auf der Wirtspflanze.
Die Scheckenfalterarten der gemäßigten Breiten haben meist eine oder zwei Generationen pro Jahr, oft besitzt dieselbe Art in südlichen Teilen des Verbreitungsgebiets mehr Generationen (etwa eine bis drei bei Melitaea cinxia). Einige Arten, etwa die paläarktischen Euphydryas intermedia und Euphydryas maturna, benötigen zwei Jahre für ihre Entwicklung. Meist überwintern die jungen Raupen.
Die Imagine sind Blütenbesucher. Meist sitzen und rasten sie mit geöffneten Flügeln.

## Verbreitung
Scheckenfalter leben in der Paläarktis, im Westen bis Europa, nach Osten über Zentralasien östlich bis China und Nordkorea. Außerdem kommen sie in Nordamerika (Nearktis) und im tropischen Mittel- und Südamerika (Neotropis), südlich bis in den Norden Argentiniens, vor. Sie fehlen also sowohl im tropischen Ostasien wie in Afrika südlich der Sahara.

## Gliederung
Die Tribus Melitaeini umfasst ungefähr 250 Arten in etwa 23 Gattungen. In Nordamerika sind 38 Arten bekannt, die nach Norden nahezu die Arktis erreichen. Als Ergebnis molekularer Phylogenie-Analysen ist die Tribus nach Long et al. (2014) in vier Subtriben gegliedert.
- Subtribus Chlosynina Long et al., 2014
  - Gattung Chlosyne Butler, 1870
  - Gattung Dymasia Higgins, 1960
  - Gattung Microtia Bates, 1864
  - Gattung Poladryas Bauer, 1975
  - Gattung Texola Higgins, 1959

- Subtribus Euphydryina Higgins, 1978
  - Gattung Euphydryas Scudder, 1872

- Subtribus Melitaeina Newman, 1870
  - Gattung Gnathotriche C. & R. Felder, 1862
  - Gattung Higginsius Hemming, 1964
  - Gattung Melitaea Fabricius, 1807

- Subtribus Phyciodina Higgins, 1981
  - Gattung Anthanassa Scudder, 1875
  - Gattung Antillea Higgins, 1959
  - Gattung Atlantea Higgins, 1959
  - Gattung Castilia Higgins, 1981
  - Gattung Dagon Higgins, 1981
  - Gattung Eresia Boisduval, 1836
  - Gattung Janatella Higgins, 1981
  - Gattung Mazia Higgins, 1981
  - Gattung Ortilia Higgins, 1981
  - Gattung Phyciodes Hübner, 1819
  - Gattung Phystis Higgins, 1981
  - Gattung Tegosa Higgins, 1981
  - Gattung Telenassa Higgins, 1981

- Incertae sedis:
  - Gattung Tisona Higgins, 1981

## Arten in Europa
Die europäischen Arten gehören zu den Subtriben Euphydryina (nur Gattung Euphydryas) und Melitaeina (Gattung Melitaea). Sie kommen vom Rand der Arktis (eurosibirische Arten) über Mittel- und Südeuropa ausstrahlend bis ins mediterrane Nordafrika vor.
Laut Fauna Europaea (Stand 2022) kommen in Europa folgende Arten der Tribus Melitaeini vor. In der Liste ist ergänzend der Trivialname, falls vorhanden, aufgeführt sowie in Klammern die Verbreitung im deutschsprachigen Raum, falls dort nicht vorhanden, innerhalb Europas. Es gibt weiterhin mehrere Unterarten, die manche Autoren als eigenständige Arten betrachten.
- Euphydryas aurinia – Goldener oder Skabiosen-Scheckenfalter (D, A, CH)
- Euphydryas cynthia – Veilchen-Scheckenfalter (D, A, CH)
- Euphydryas desfontainii – Spanischer Scheckenfalter (Spanien, Frankreich)
- Euphydryas iduna – (Skandinavien)
- Euphydryas intermedia – Geißblatt-Scheckenfalter (D, A, CH)
- Euphydryas maturna – Eschen-Scheckenfalter (D, A)
- Melitaea aetherie – (Italien, Sizilien, Spanien)
- Melitaea arduinna – (Südost-Europa)
- Melitaea asteria – Kleiner oder Ostalpiner Scheckenfalter (A, CH)
- Melitaea athalia – Wachtelweizen-Scheckenfalter (D, A, CH)
- Melitaea aurelia – Ehrenpreis-Scheckenfalter (D, A, CH)
- Melitaea britomartis – Östlicher Scheckenfalter (D, A, CH)
- Melitaea cinxia – Wegerich-Scheckenfalter (D, A, CH)
- Melitaea deione – Leinkraut-Scheckenfalter (CH)
- Melitaea diamina – Baldrian-Scheckenfalter (D, A, CH)
- Melitaea didyma – Roter Scheckenfalter (D, A, CH)
- Melitaea parthenoides – Westlicher Scheckenfalter (D, A, CH)
- Melitaea phoebe – Flockenblumen-Scheckenfalter (D, A, CH)
- Melitaea telona – (Süd- und Südosteuropa)
- Melitaea trivia – Bräunlicher Scheckenfalter (A)
- Melitaea varia – Bündner oder Westalpiner Scheckenfalter (A, CH)

## Arten außerhalb Europas (Auswahl)
- Chlosyne gorgone
- Chlosyne janais
- Chlosyne nycteis
- Chlosyne rosita
- Euphydryas gillettii
- Euphydryas phaeton
- Phyciodes tharos

## Galerie

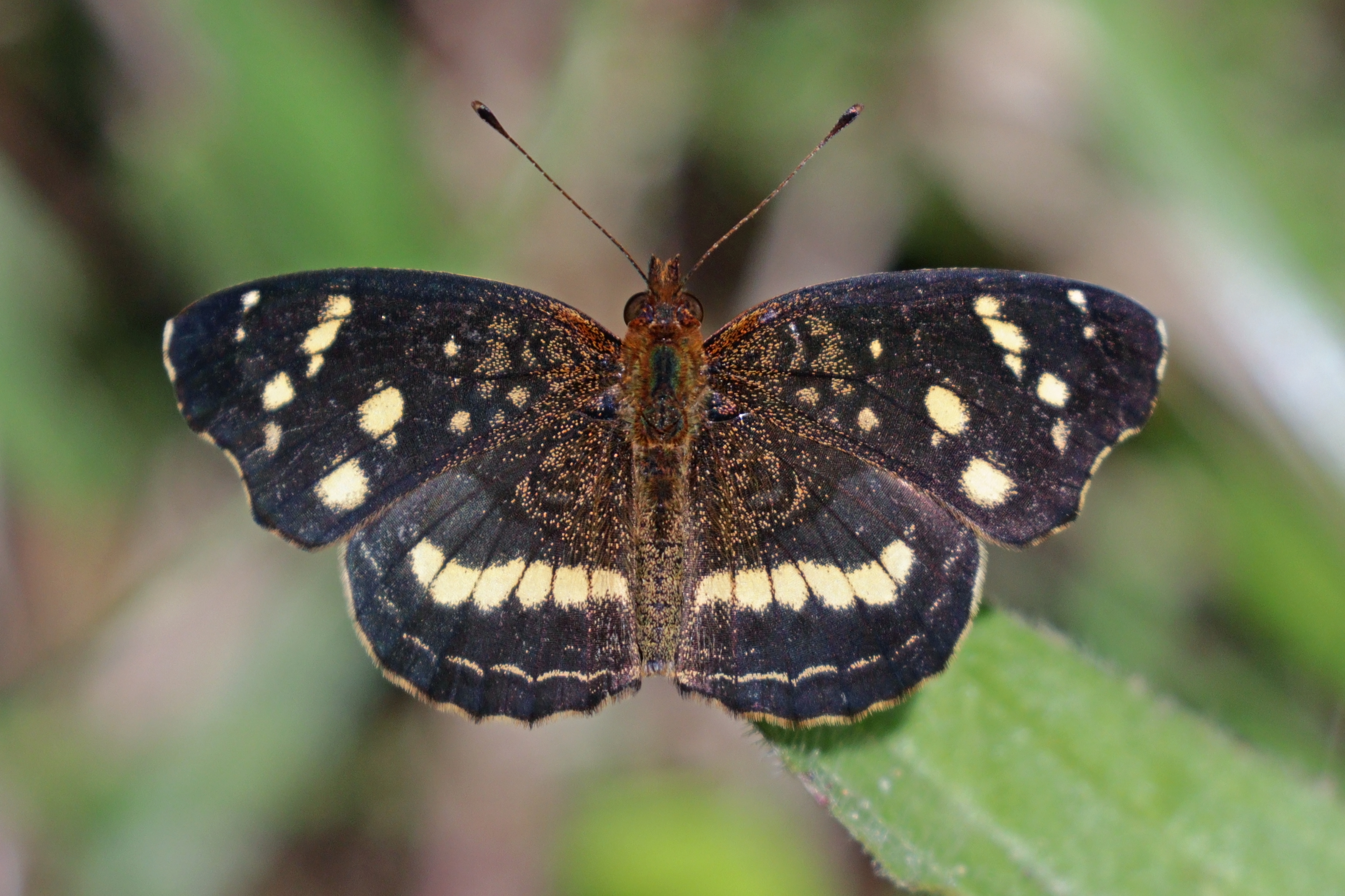
Anthanassa ardys ♀
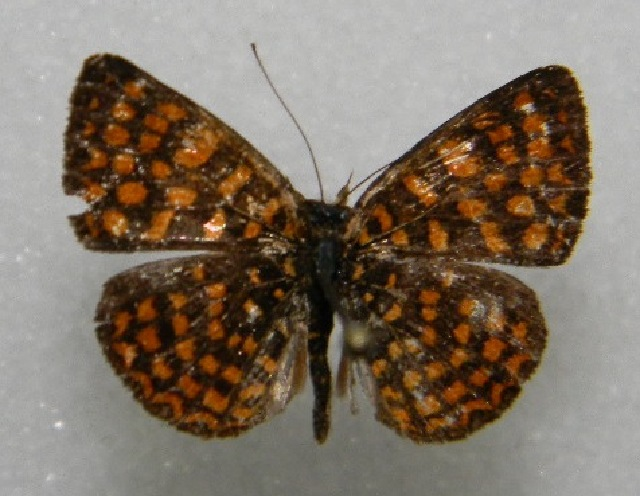
Antillea pelops
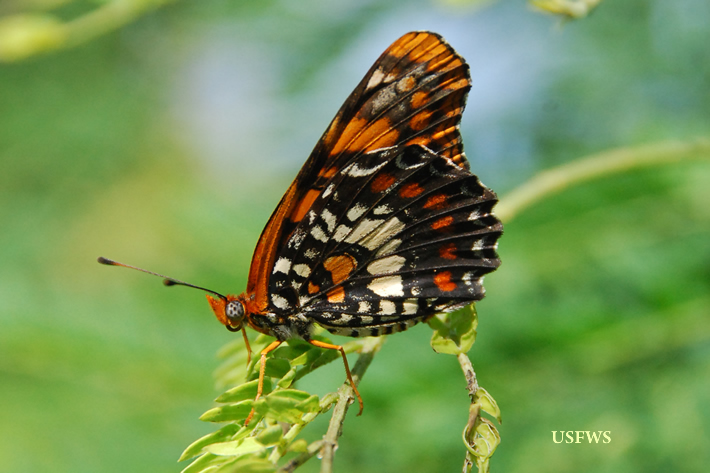
Atlantea tulita
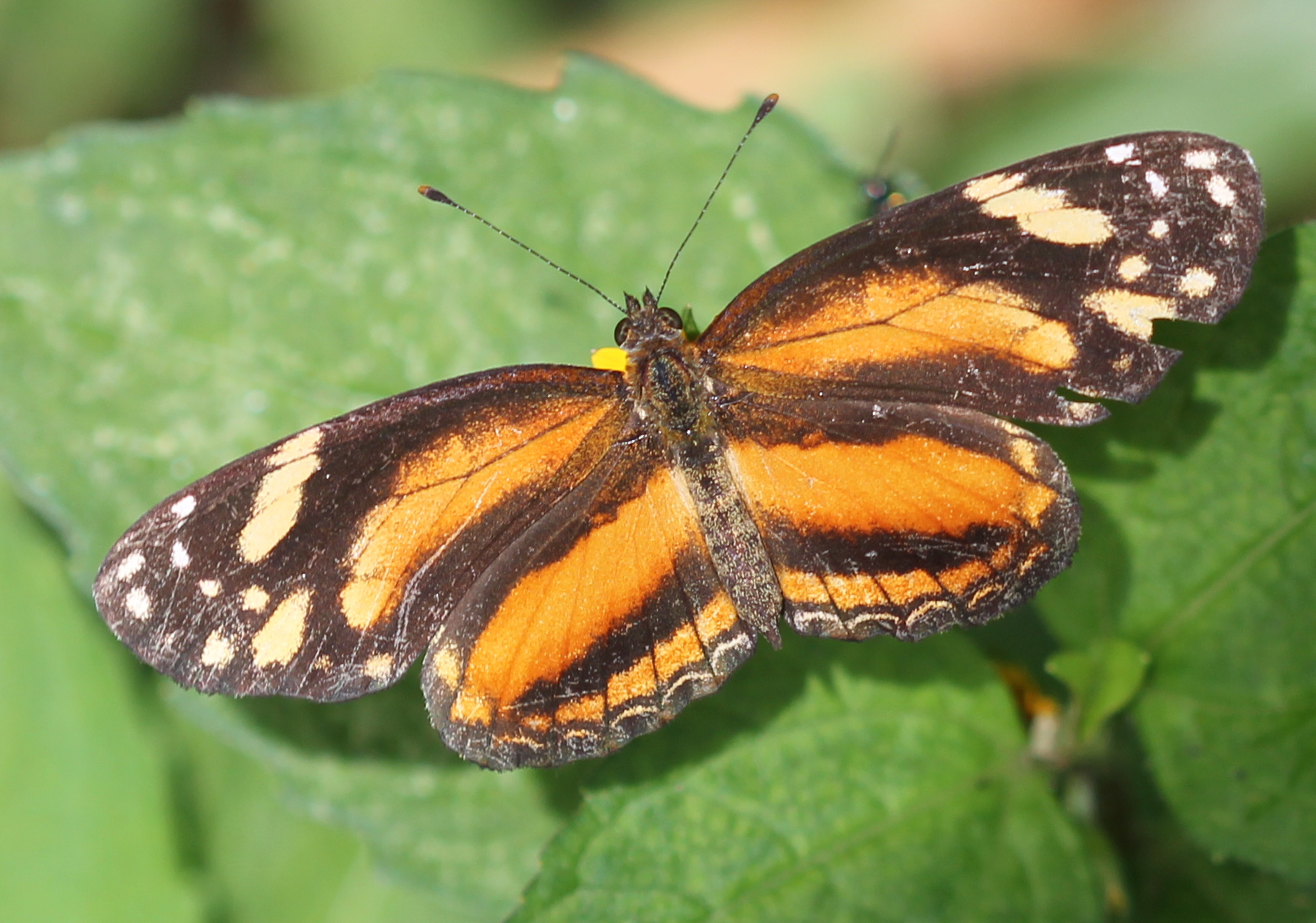
Castilia eranites
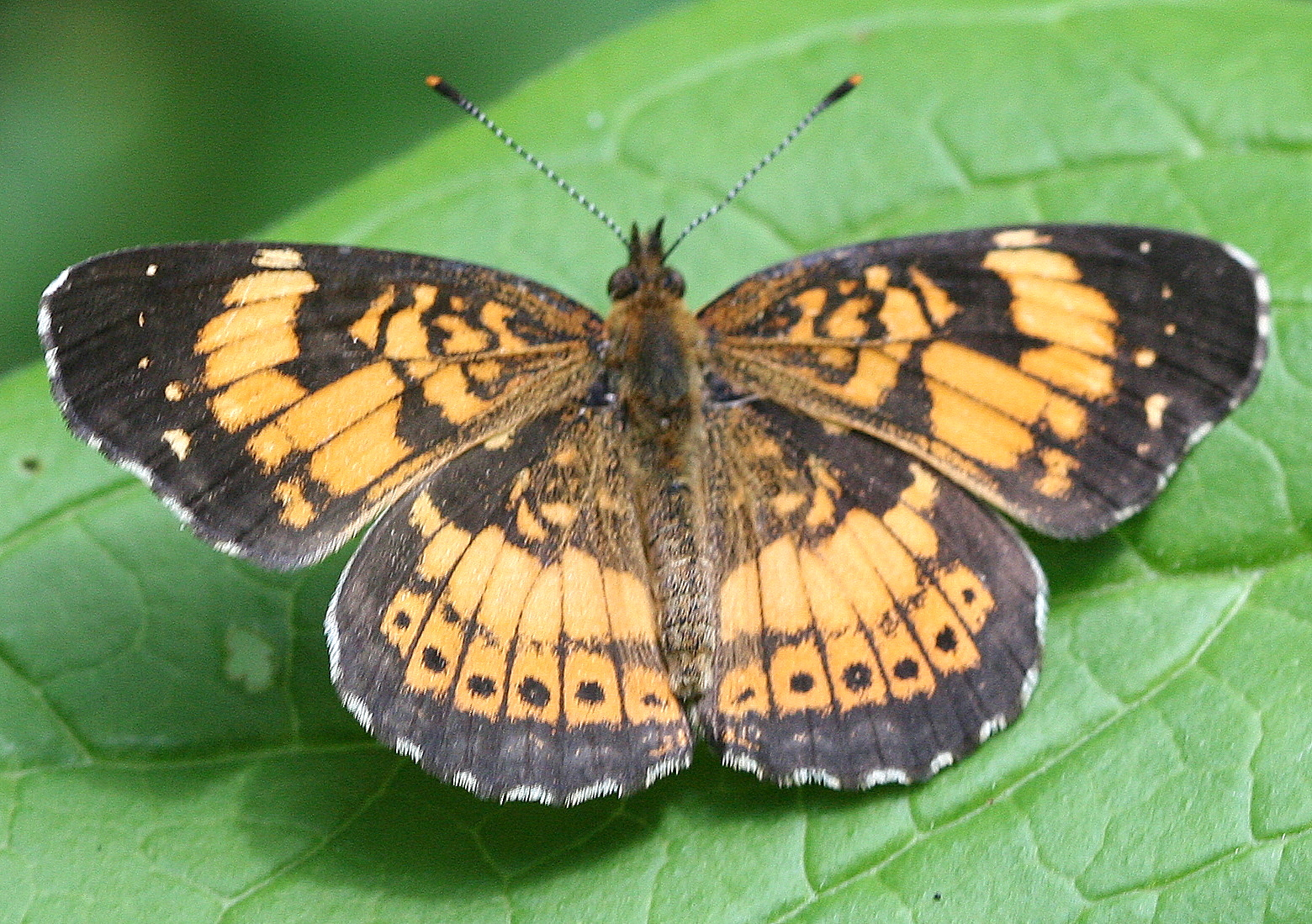
Chlosyne nycteis
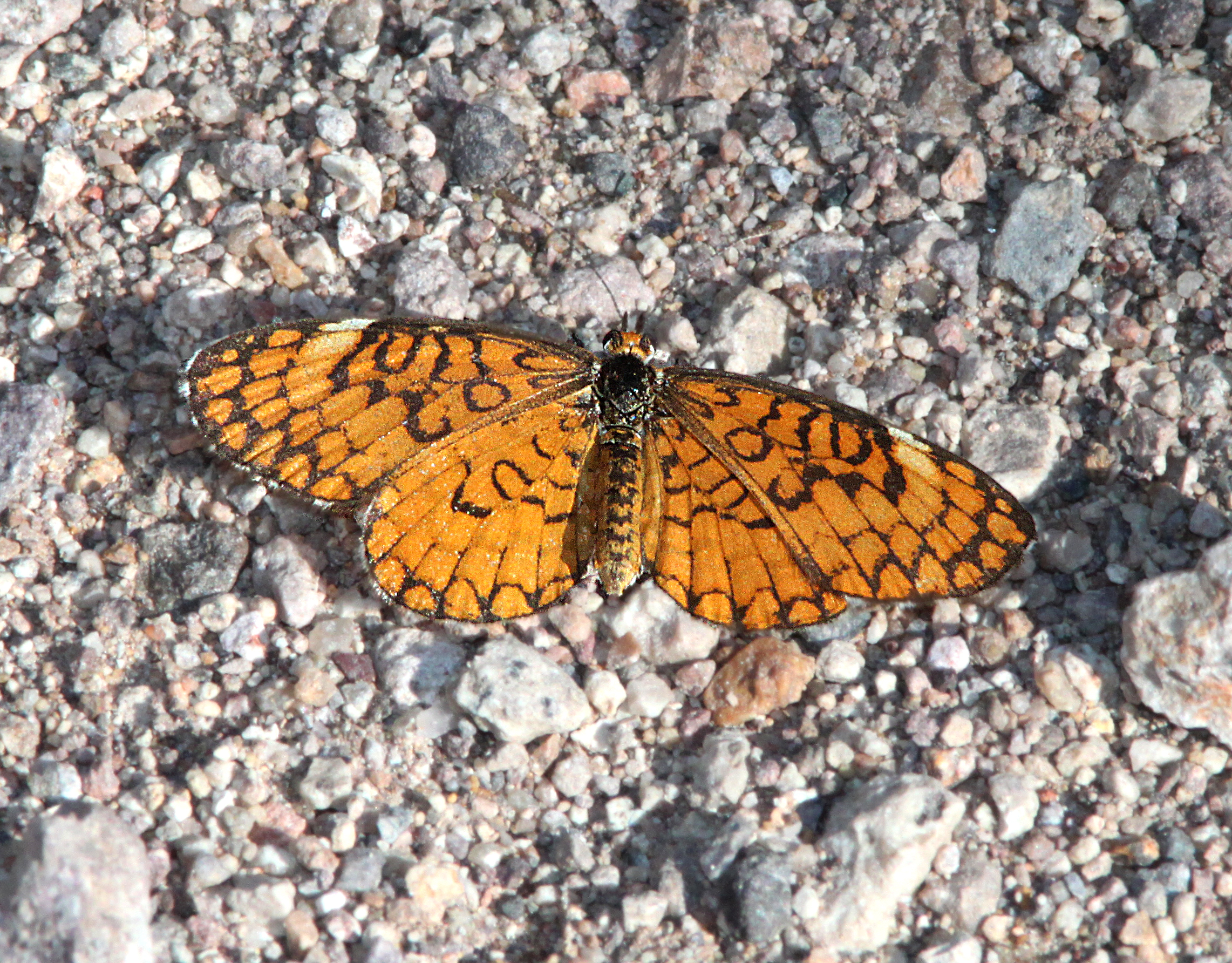
Dymasia dymas
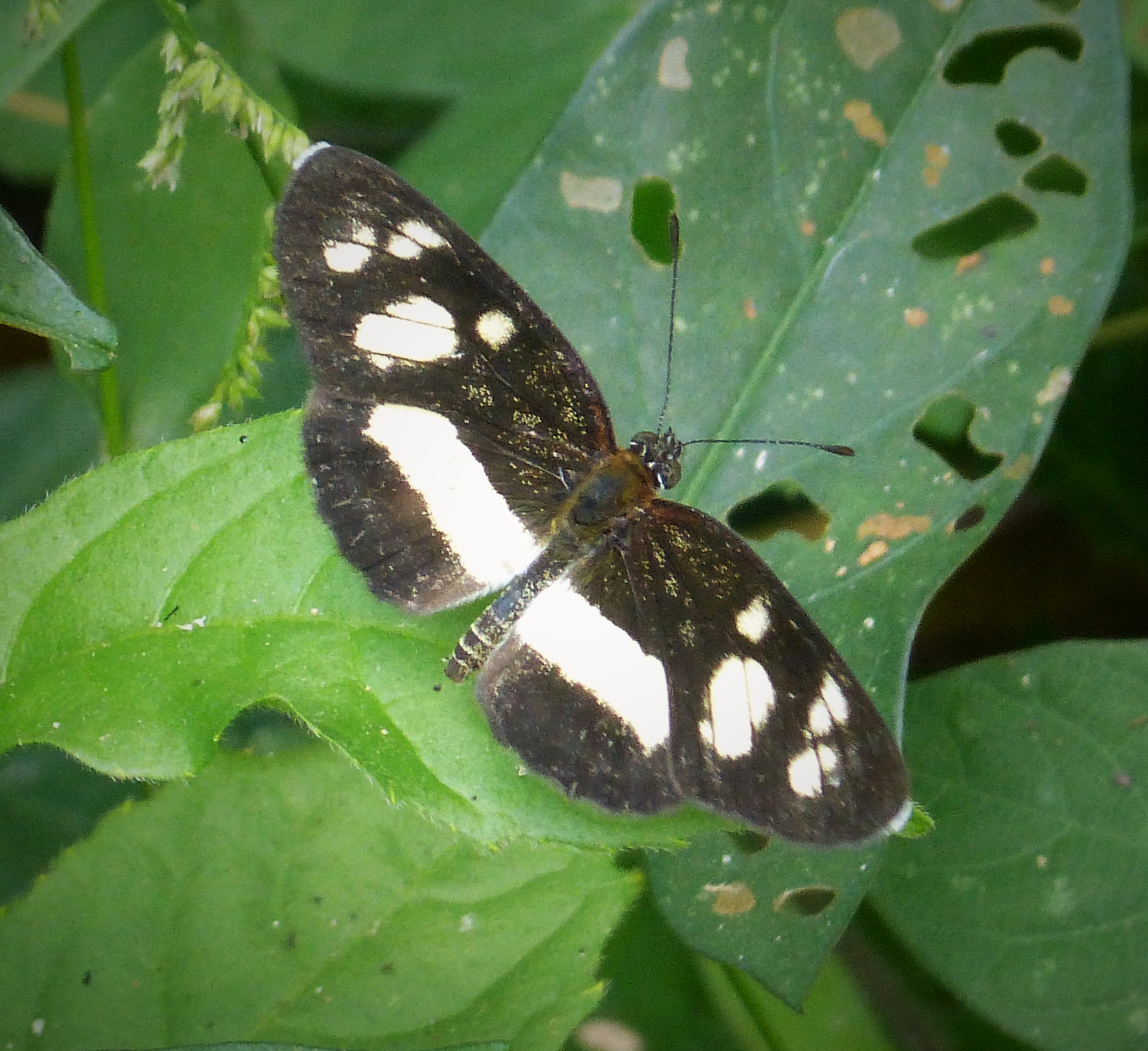
Eresia clio
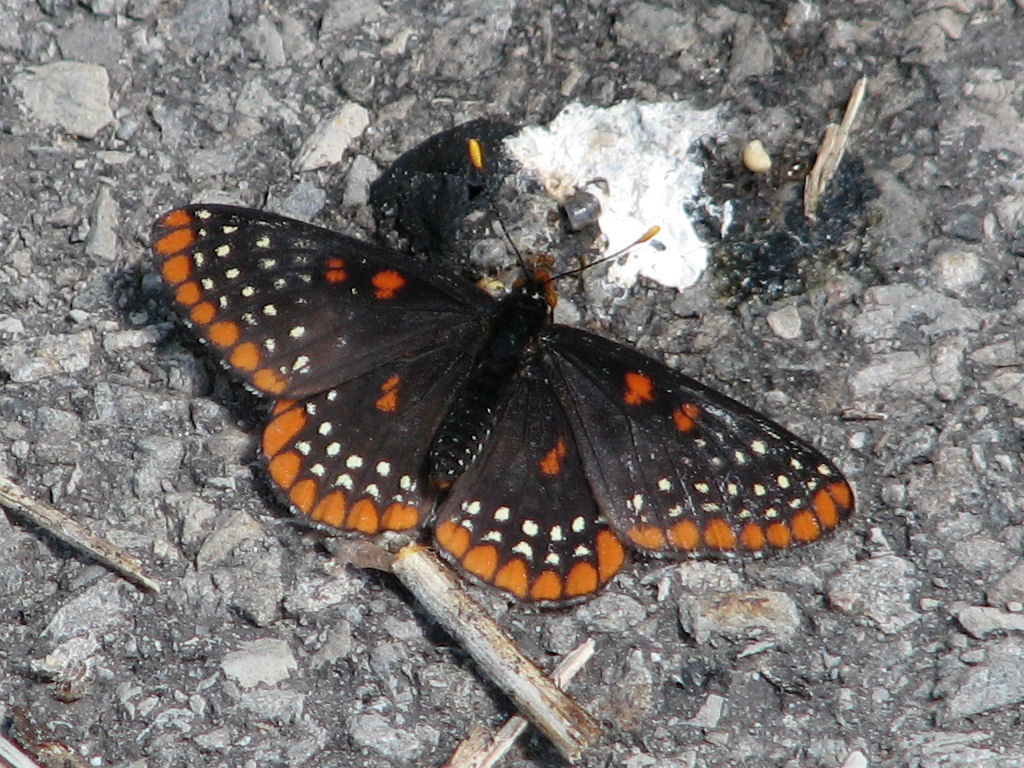
Euphydryas phaeton
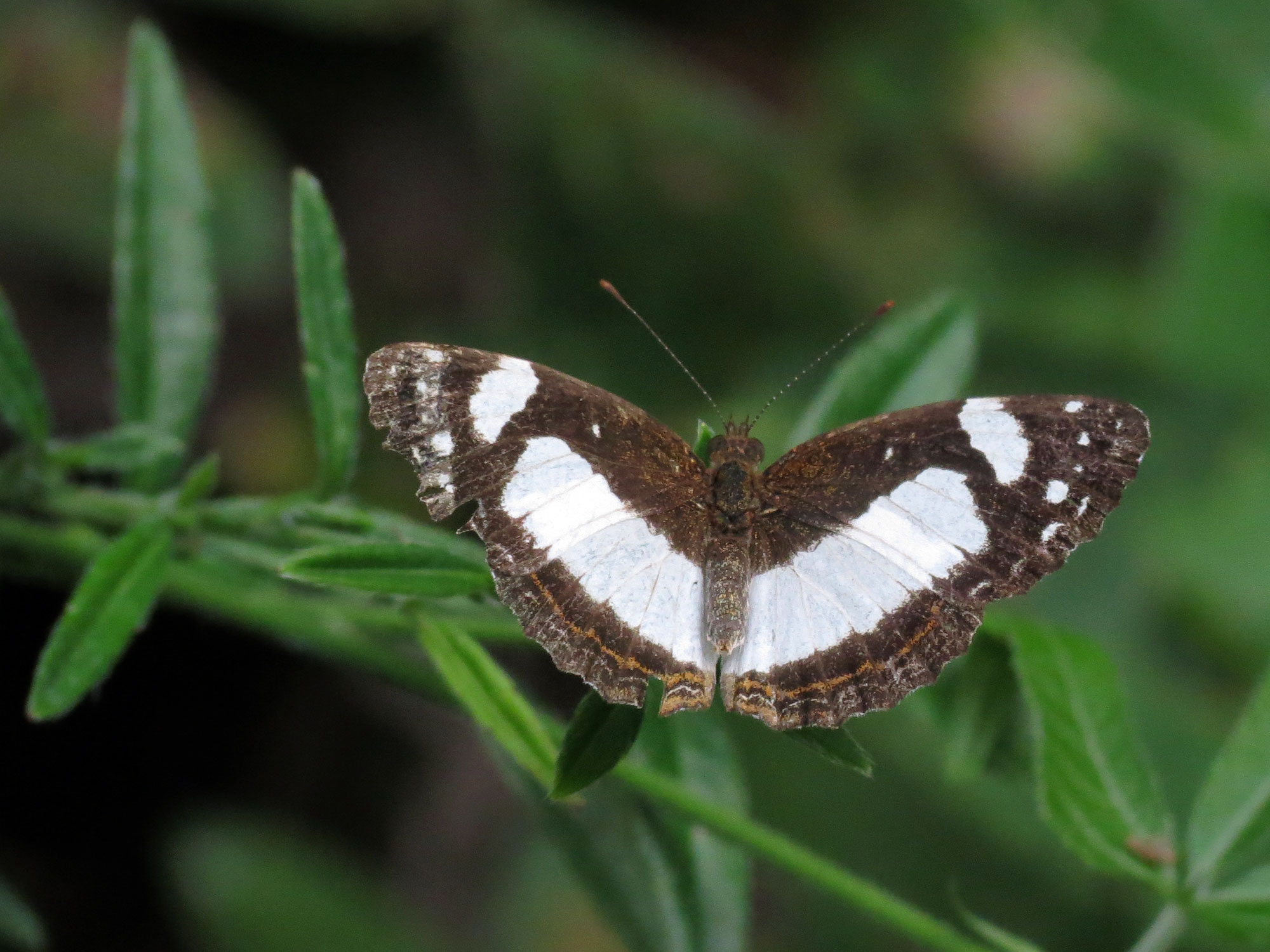
Janatella leucodesma
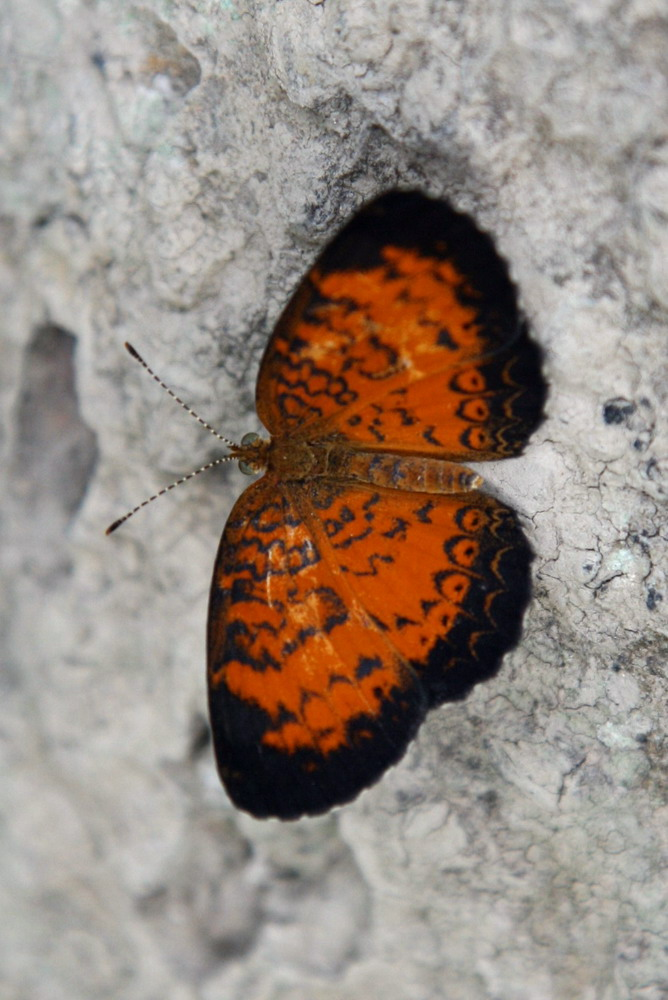
Mazia amazonica
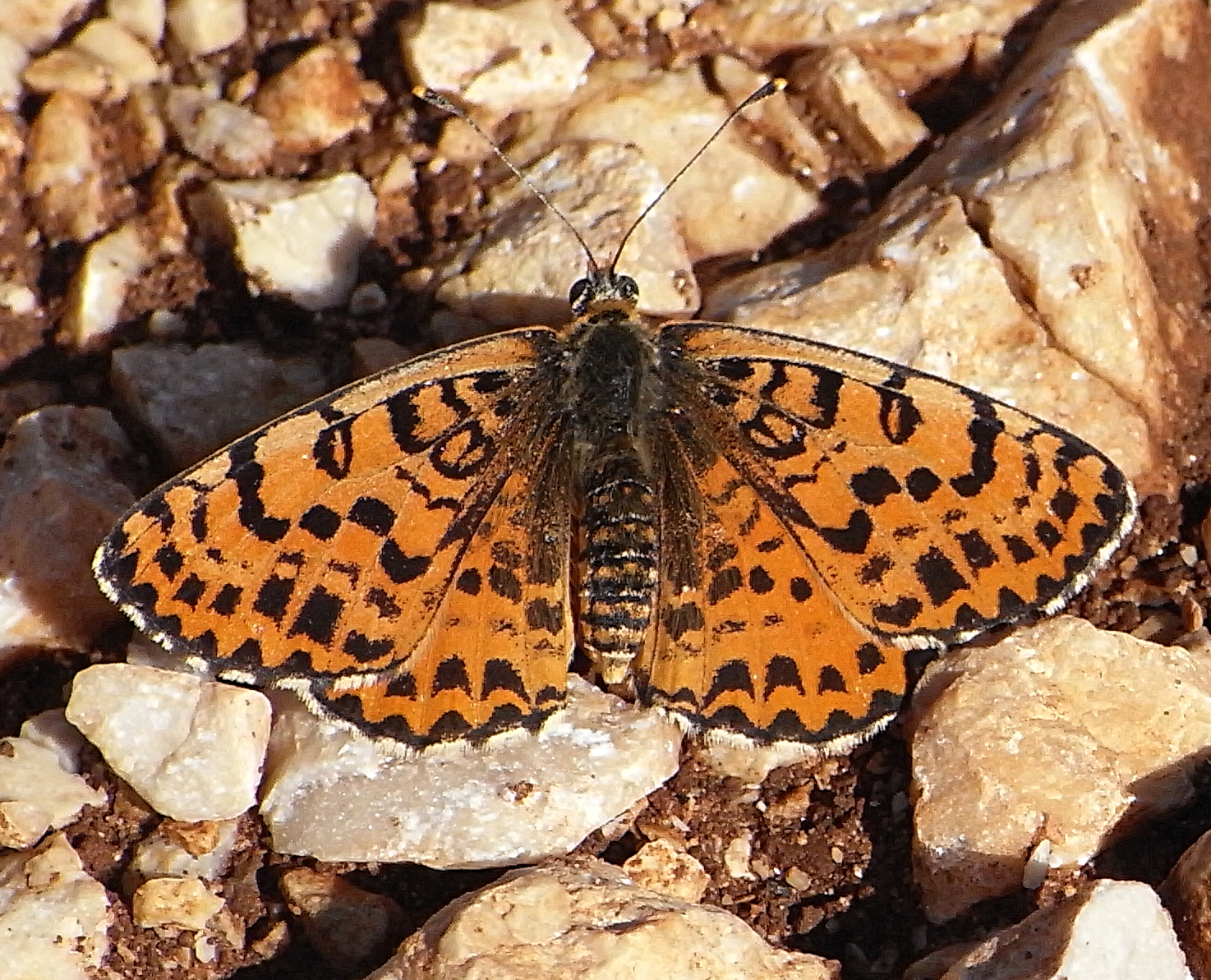
Melitaea didyma
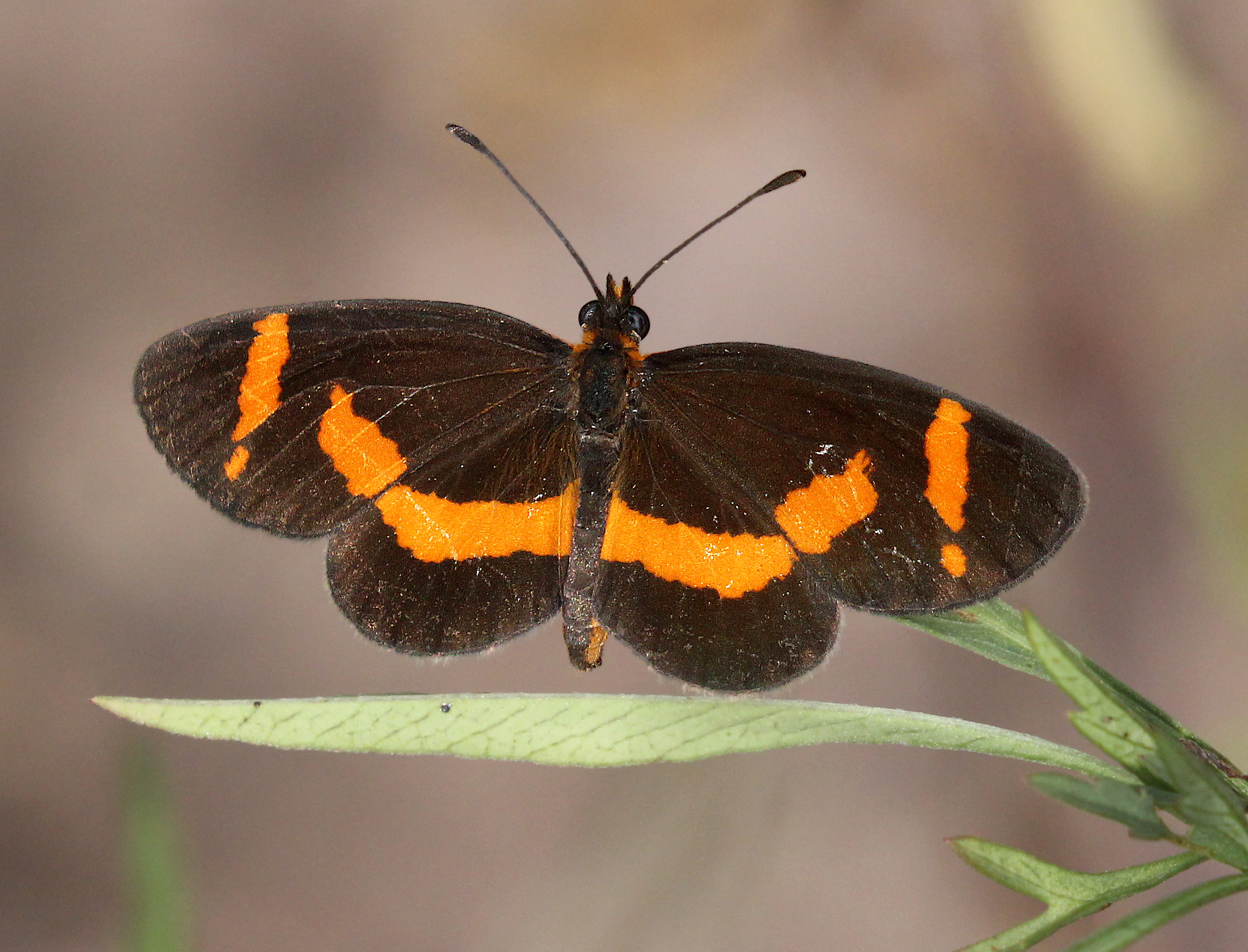
Microtia elva
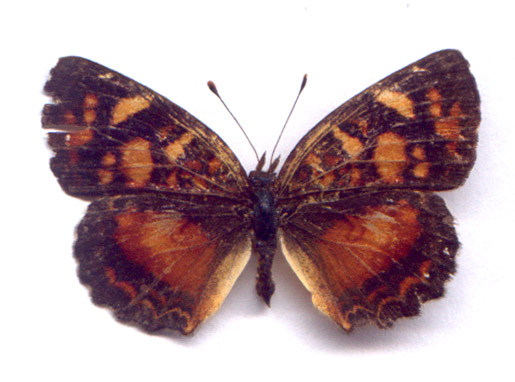
Ortilia velica
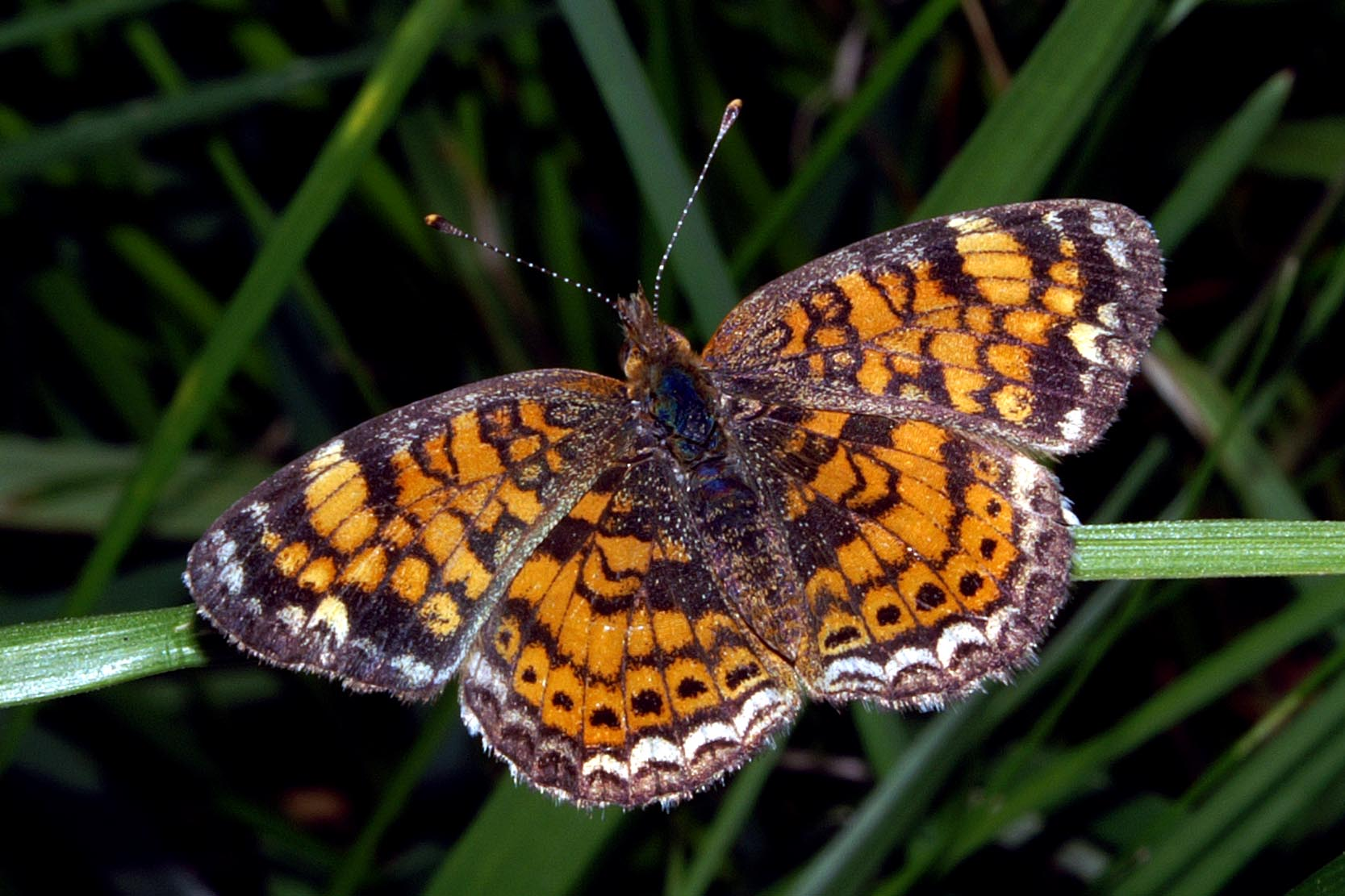
Phyciodes tharos
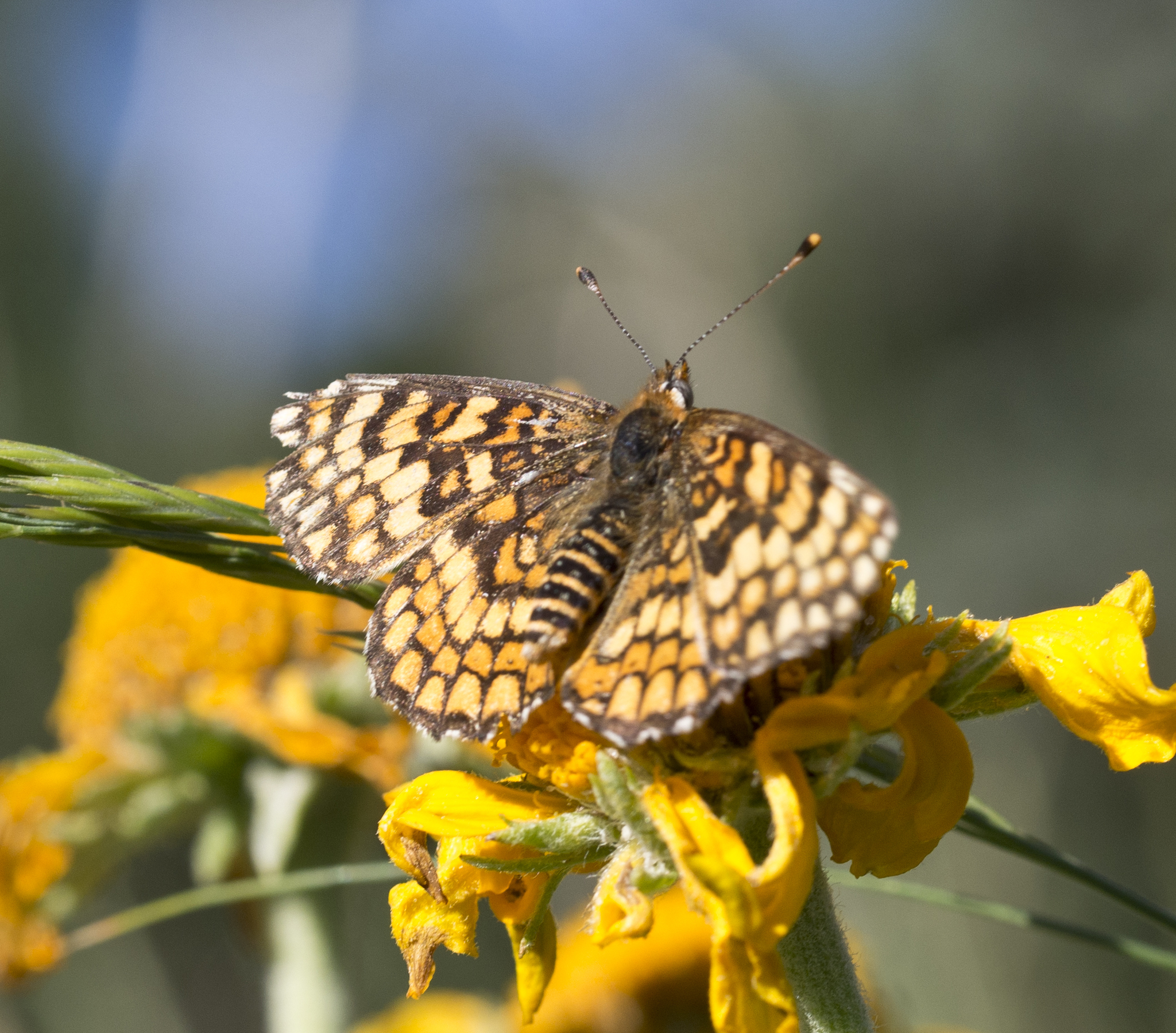
Poladryas arachne
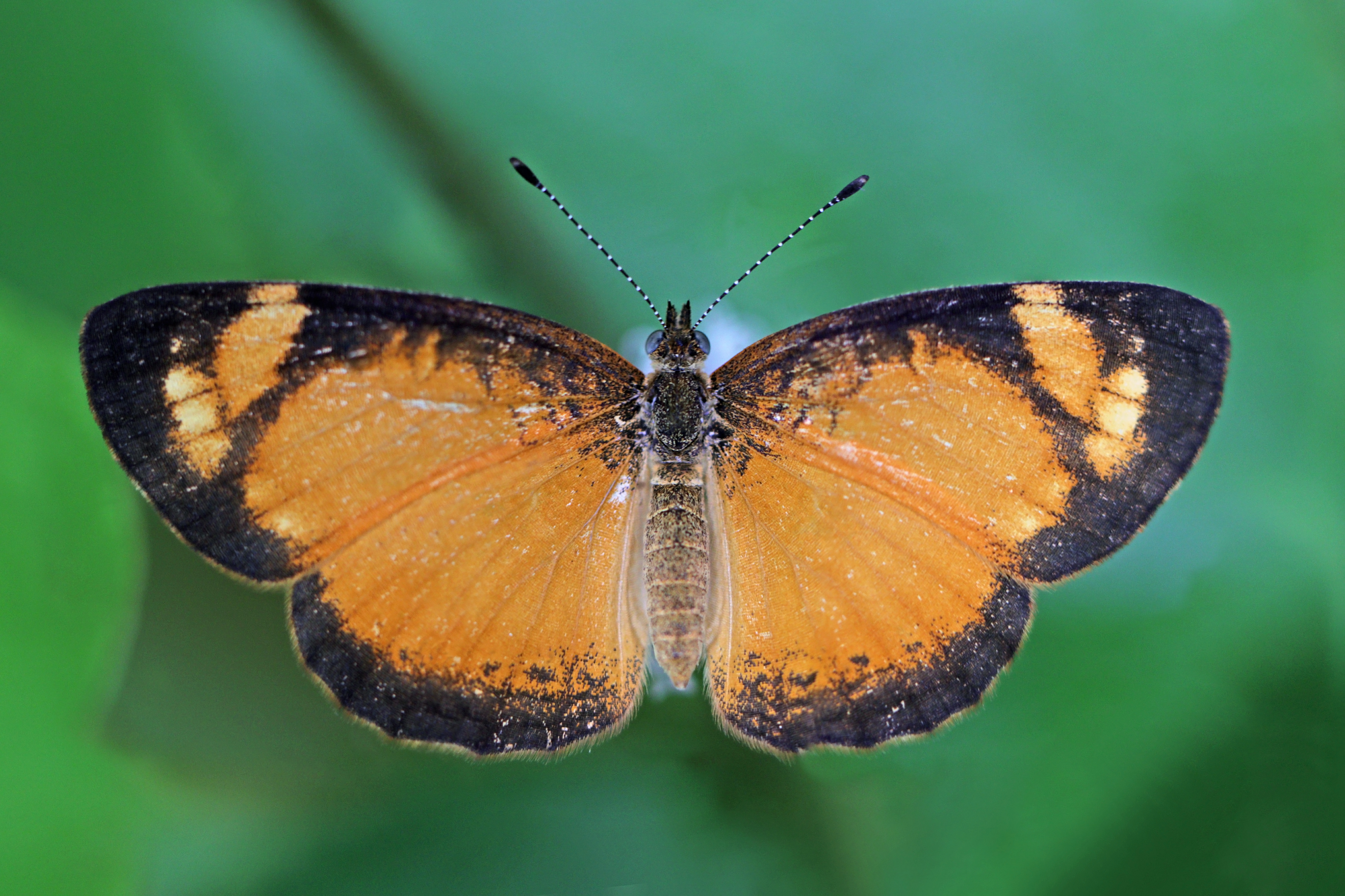
Tegosa anieta
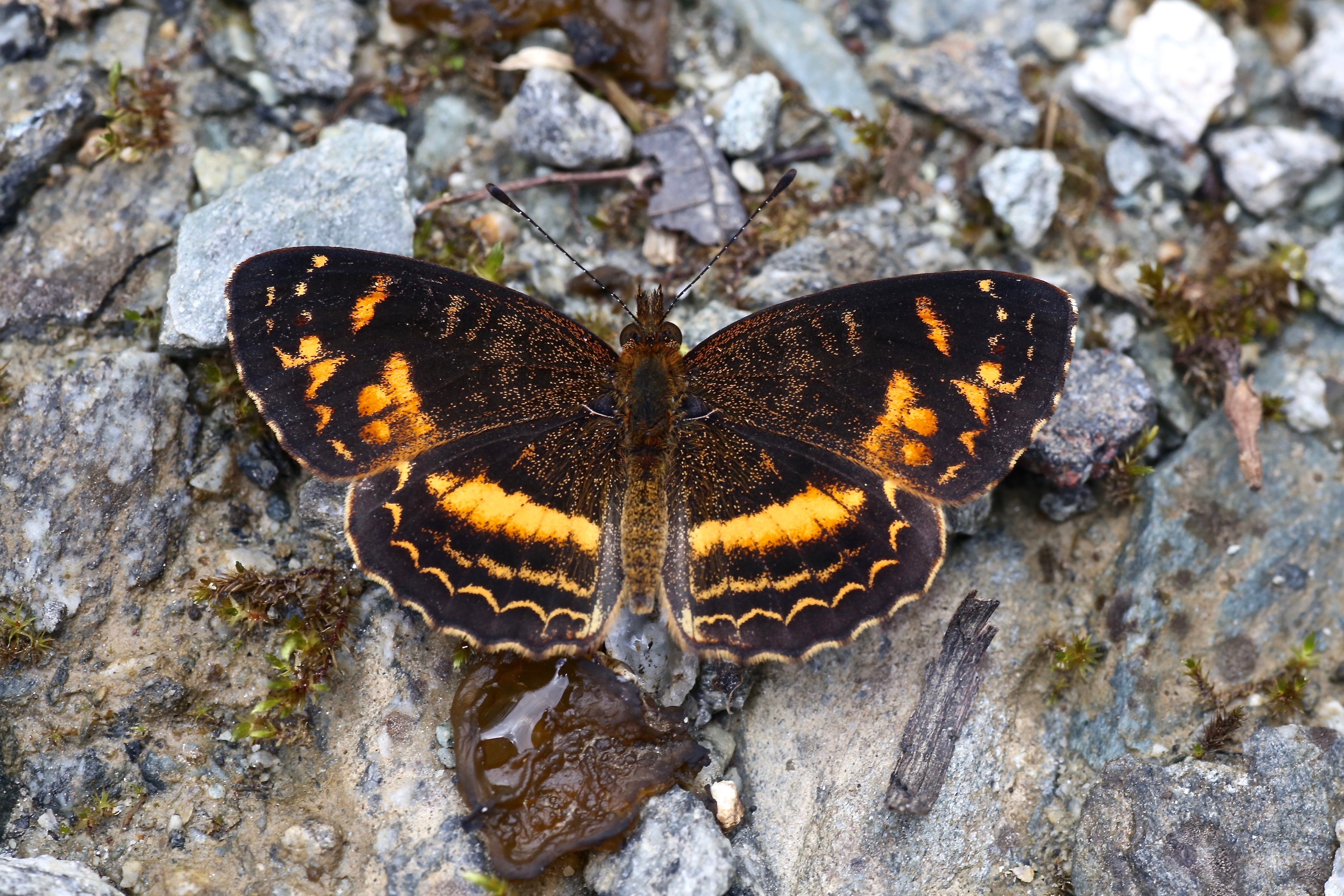
Telenassa berenice
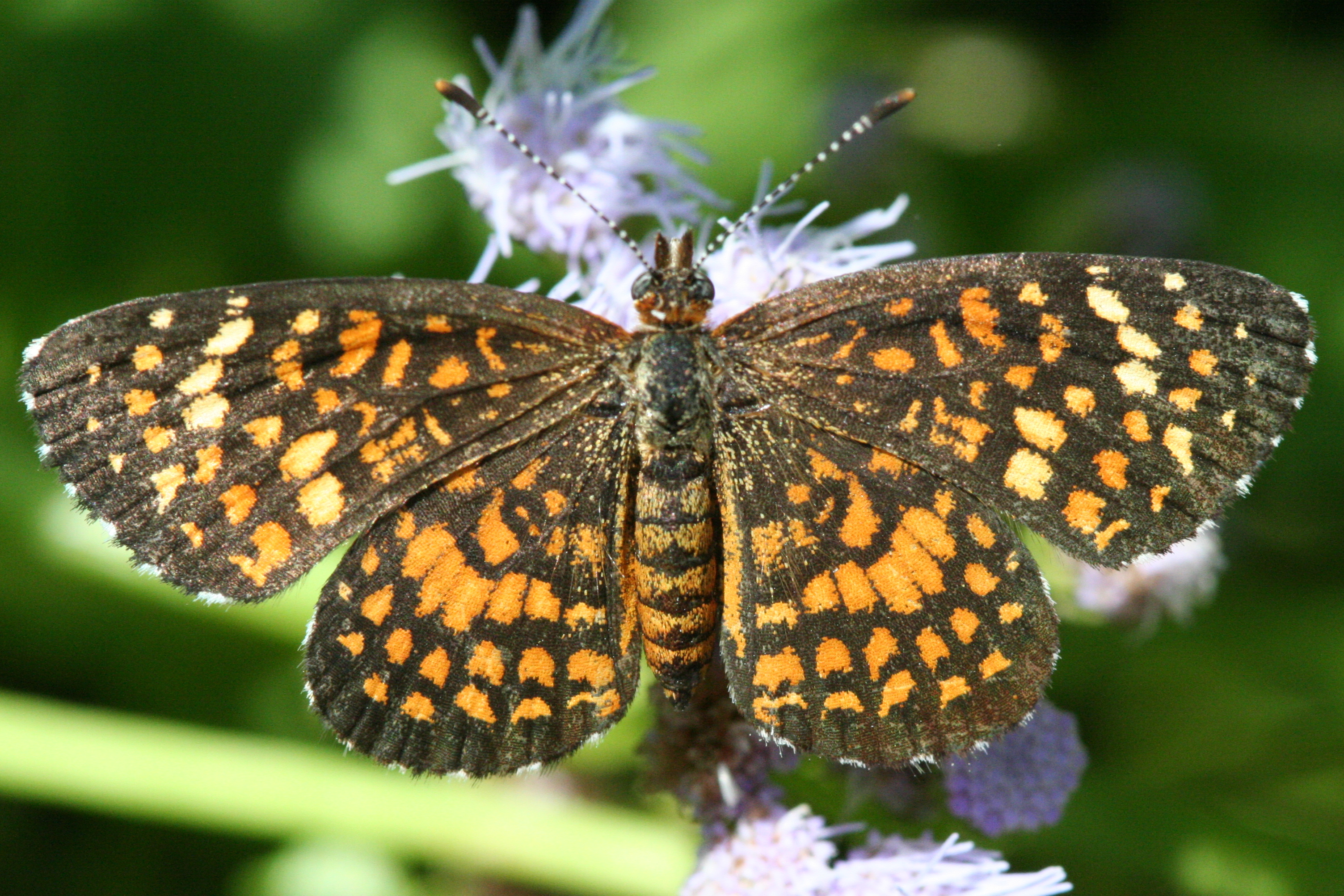
Texola elada